# Borodești
Borodești – wieś w Rumunii, w okręgu Vaslui, w gminie Pochidia. W 2011 roku liczyła 276 mieszkańców.